# Sri Sri Sitaramdas Omkarnathdev
Sri Sri Sitaramdas Omkarnathdev (17 de fevereiro de 1892 - 6 de dezembro de 1982), foi um iogue e guru indiano. É considerado um dos maiores emissários da filosofia Sanātana Dharma (सनातन धर्म). Escreveu mais de 150 livros, fundou mais de 75 Ashrams e difundiu a importância do Maha Mantra
hare krsna hare krsna krsna krsna hare hare hare rama hare rama rama rama hare hare.
A NGO Missão Omkarnath herdou o seu nome e é uma organização de carácter humanitário social destinada a ajudar pessoas desabilitadas e instituições de ensino.